# Український хокейний слід у Північній Америці
Український хокейний слід у Північній Америці — вклад та значні успіхи хокеїстів українського походження та України в розвиток хокею (гаківки) у різних країнах та континентах («хокей» — уживано з радянських часів).  Не маючи в минулому власної національної команди, ці гравці виступали за різні національні збірні світу: Канади, США, Англії, СРСР, Чехословаччини, Словаччини, Сербії, Німеччини, Польщі, Швейцарії — нині у спортсменів з України є шанс виступати під кольорами національної команди України.

## Перші класи хокею
Зародження спортивної гри «го́кей» відбувалося в XIX столітті в Північній Америці, а саме в Канаді, а згодом, ця гра охопила всі терени Північної Америки. Разом з тим в цей час на територію Канади та США хлинула перша хвиля українських емігрантів. Більшість з них розселялися в малозаселених та гірничих районах канадських провінцій та американських штатів. Вихідці з територій України селилися компактно, але поступово обживалися з місцевими общинами, цих емігрантів використовували, здебільшого, на гірничих копальнях та сільському господарстві. Звичайно, після тяжкої праці українцям доводилося проводити вільний час в колі сім'ї та церковної громади. Але згодом, при тіснішому контакті з іншими громадами, вихідці з України брали участь у місцевих ярмарках, святах та йнших дійствах.
Одним з таких дійств були спортивні змагання. Деякі місцеві змагання та забави були знайомі українцям, а інших вони переймали (оскільки общини переселенців не були дуже великі й диктувати місцевим громадам свої суспільні звички та прив'язаності не мали достатніх людських сил). На тоді, там були популярними регбі, канадський футбол та бейсбол — більшість з цих ігор нашим співвітчизникам були в дивовижу, тому їм, доволі складно було освоювати такі невідомі традиції та звички. Але в бігових, силових та борцівських змаганнях їм вдавалося досягати значних успіхів, а в зимовий період лещетарі та ковзанярі були по всій окрузі. Тому найпопулярнішу місцеву гру — хокей їм таки було освоєно найшвидше, тут наші співвітчизники, з часом, й добилися значних успіхів. Адже ще на батьківщині багато хто з них в зимовий період не раз ганяв по замерзлих річках та ставках, ковзаючись, хто на чім (багатші мали ковзани, бідніші в дерев'яних колодках), тому й освоїти місцеву гру на основі ковзанярських прийомів та особливостей, було їм набагато легше. Незабаром поганяти на льоду дерев'яним гаком бляшанку чи каучуковий диск було найкращим дозвіллям для українців, після важких трудових буднів, саме тому, гаківку — як вони її називали, —  зробили головною спортивною розвагою для своїх громад. А найбільшою забавкою це стало для їх дітей, малеча цілими днями проводила свій час на замерзлих ставках — саме з цього першого покоління вийшли сподвижники українського хокею (гаківки) на теренах Америки, які своєю грою радувати своїх одноплемінників.

## Українські місцеві національні дружини
1944-45 Canadian Ukranian Athletic Club Blues  [Архівовано 13 листопада 2012 у Wayback Machine.]

## Перелік хокеїстів українського походження в Північній Америці

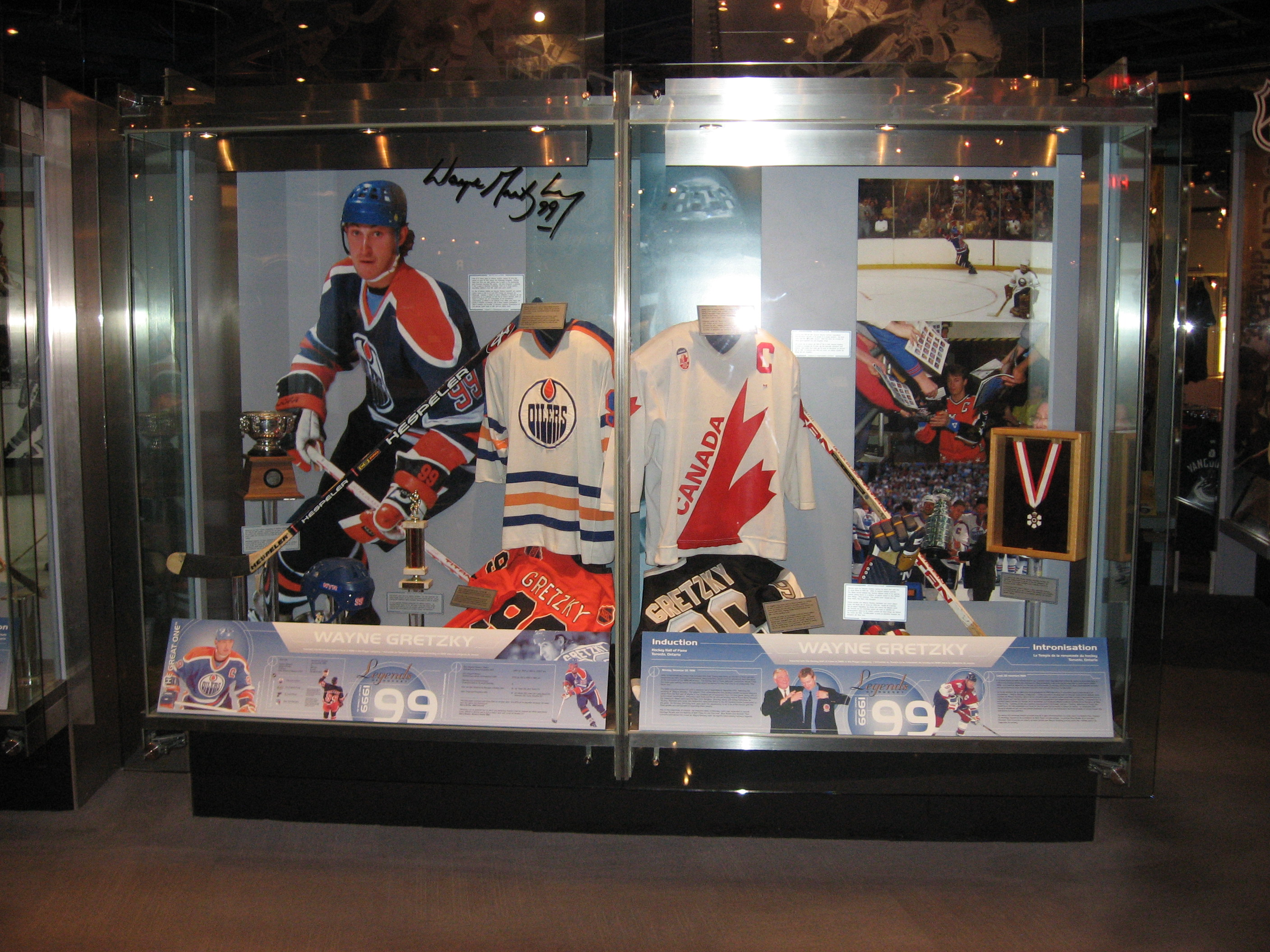
Вейн Ґрецкі в Музеї Слави НХЛ

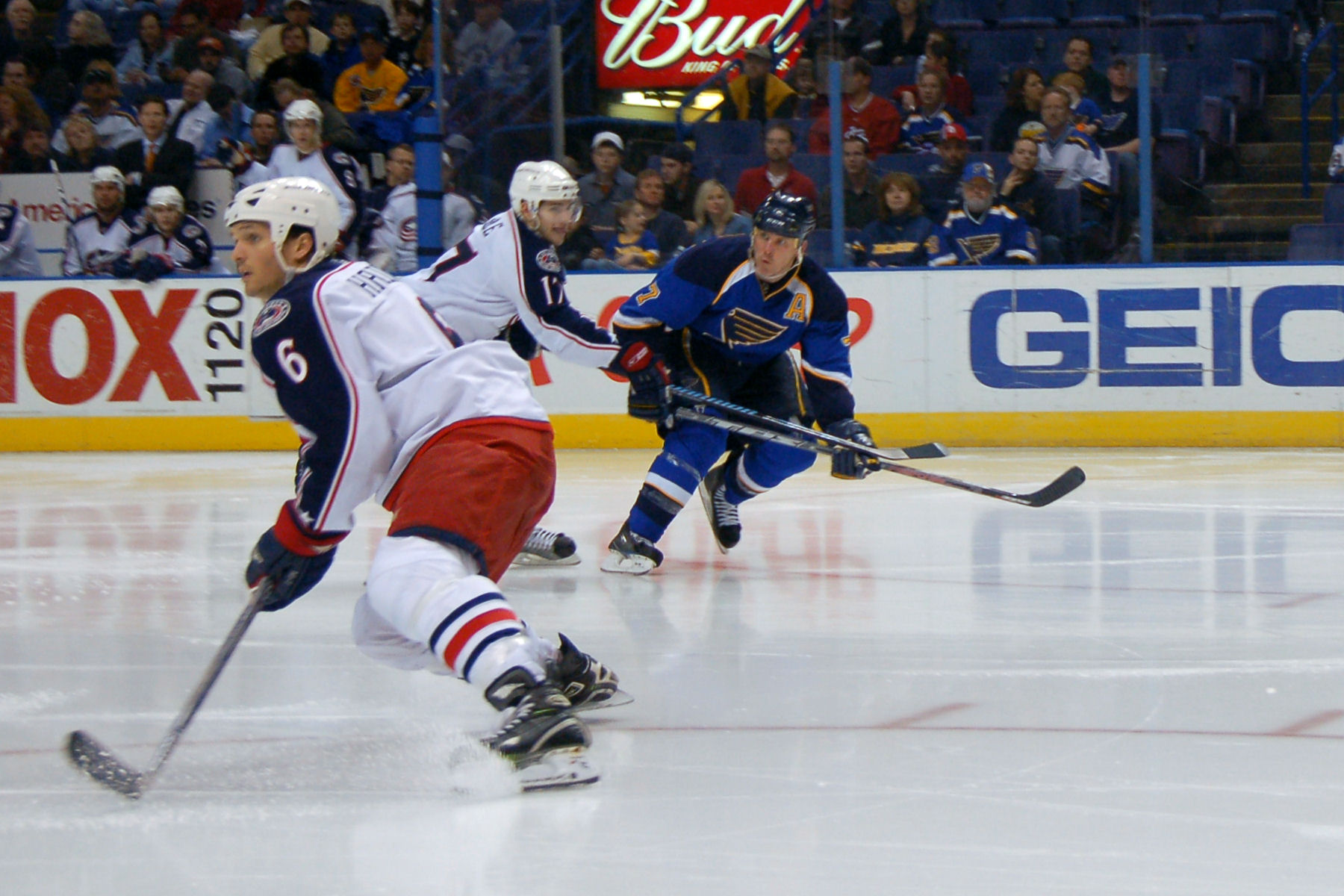
Кейт Ткачук напоготові

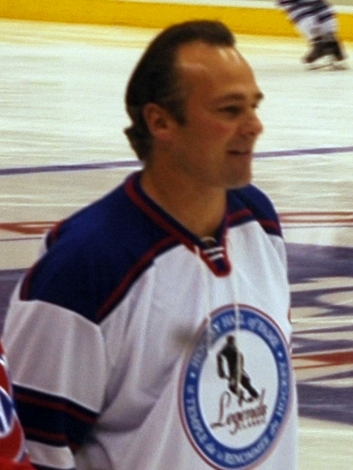
Дейл Гаверчук

| Гравець                           | Гравець (англійською мовою) | Матчі в НХЛ | Примітки                                                                                          |
| А                                 | А                           | А           | А                                                                                                 |
| --------------------------------- | --------------------------- | ----------- | ------------------------------------------------------------------------------------------------- |
| Стів Андрейчик                    | Steve Andrascik             | 1           | [Архівовано 11 лютого 2010 у Wayback Machine.]                                                    |
| Волт Атанас                       | Walt Atanas                 | 49          | [Архівовано 23 жовтня 2017 у Wayback Machine.]                                                    |
| Джим Атаманенко                   | Jim Atamanenko              | 0           | [Архівовано 6 липня 2010 у Wayback Machine.]                                                      |
| Майк Антонович                    | Mike Antonovich             | 87          | [Архівовано 24 січня 2010 у Wayback Machine.]                                                     |
| Грег Андрусяк                     | Greg Andrusak               | 43          | [Архівовано 13 січня 2010 у Wayback Machine.]                                                     |
| Дейв Андрейчук                    | Dave Andreychuk             | 1801        |                                                                                                   |
| Акім Аліу                         | Akim Aliu                   | 7           | [Архівовано 13 липня 2013 у Wayback Machine.],                                                    |
| Джин Ахтимічук                    | Gene Achtymichuk            | 32          | [Архівовано 28 жовтня 2013 у Wayback Machine.]                                                    |
| Б                                 |                             |             |                                                                                                   |
| Вейн Бабич                        | Wayne Babych                | 560         | [Архівовано 14 лютого 2010 у Wayback Machine.]                                                    |
| Дейв Бабич                        | Dave Babych                 | 1309        | [Архівовано 3 лютого 2010 у Wayback Machine.]                                                     |
| Джеф Бандура                      | Jeff Bandura                | 2           | [Архівовано 14 лютого 2010 у Wayback Machine.]                                                    |
| Майк Бебкок                       | Mike Babcock                | 0           | [Архівовано 10 грудня 2016 у Wayback Machine.]                                                    |
| Стен Балюк                        | Stan Baluik                 | 7           | [Архівовано 14 лютого 2010 у Wayback Machine.]                                                    |
| Дрейк Береговський                | Drake Berehowsky            | 571         | [Архівовано 28 листопада 2009 у Wayback Machine.]                                                 |
| Мітч Бабин                        | Mitch Babin                 | 8           | [Архівовано 23 січня 2010 у Wayback Machine.]                                                     |
| Майк Буснюк                       | Mike Busniuk                | 168         | [Архівовано 10 квітня 2017 у Wayback Machine.]                                                    |
| Рон Буснюк                        | Ron Busniuk                 | 6           | [Архівовано 21 січня 2010 у Wayback Machine.]                                                     |
| Даррен Бойко                      | Darren Boyko                | 1           | [Архівовано 26 січня 2010 у Wayback Machine.]                                                     |
| Майк Боссі                        | Mike Bossy                  | 881         |                                                                                                   |
| Турк Брода                        | Turk Broda                  | 730         |                                                                                                   |
| Джонні Буцик                      | John Bucyk                  | 1664        |                                                                                                   |
| Райан Байда                       | Ryan Bayda                  | 194         | [Архівовано 28 червня 2013 у Wayback Machine.], [Архівовано 6 березня 2016 у Wayback Machine.]    |
| Білл Барилко                      | Bill Barilko                | 299         | [Архівовано 15 червня 2008 у Wayback Machine.], [Архівовано 19 квітня 2017 у Wayback Machine.]    |
| Джонні Бавер                      | Johnny Bower                | 626         | [Архівовано 16 квітня 2016 у Wayback Machine.]                                                    |
| Петер Бондра                      | Peter Bondra                | 1161        | [Архівовано 18 травня 2013 у Wayback Machine.]                                                    |
| Лонні Богонос                     | Lonny Bohonos               | 92          | [Архівовано 29 вересня 2012 у Wayback Machine.]                                                   |
| Джонні Бойчук                     | Johnny Boychuk              | 313         | [Архівовано 9 червня 2013 у Wayback Machine.]                                                     |
| Зах Бойчук                        | Zach Boychuk                | 85          | [Архівовано 1 вересня 2013 у Wayback Machine.]                                                    |
| В                                 |                             |             |                                                                                                   |
| Дарси Вакалюк                     | Darcy Wakaluk               | 191         | [Архівовано 29 липня 2015 у Wayback Machine.]                                                     |
| Рік Васко                         | Rick Vasko                  | 31          | [Архівовано 28 жовтня 2013 у Wayback Machine.]                                                    |
| Пет (Петро) Вербек                | Pat Verbeek                 | 1541        | [Архівовано 1 грудня 2011 у Wayback Machine.]                                                     |
| Алекс Василевський                | Alex Vasilevsky             | 4           | [Архівовано 3 лютого 2010 у Wayback Machine.]                                                     |
| Г                                 |                             |             |                                                                                                   |
| Кріс Галюк                        | Chris Halyk                 | 0           | [Архівовано 9 квітня 2009 у Wayback Machine.]                                                     |
| Вейн Грецкі                       | Wayne Gretzky               | 1695        | [Архівовано 28 жовтня 2013 у Wayback Machine.]                                                    |
| Бронко Горват                     | Bronco Horvath              | 470         | [Архівовано 1 січня 2010 у Wayback Machine.]                                                      |
| Ед Господар                       | Ed Hospodar                 | 494         | [Архівовано 14 лютого 2010 у Wayback Machine.]                                                    |
| Ларрі Гурас                       | Larry Huras                 | 2           | [Архівовано 9 лютого 2010 у Wayback Machine.]                                                     |
| Ніл Гаврилів                      | Neil Hawryliw               | 1           | [Архівовано 14 вересня 2016 у Wayback Machine.]                                                   |
| Петро Гарасим                     | Peter Harasym               | 0           | [Архівовано 9 грудня 2009 у Wayback Machine.]                                                     |
| Джон Горват                       | John Horvath                | 0           | [Архівовано 15 квітня 2016 у Wayback Machine.]                                                    |
| Дарсі Гордійчук                   | Darcy Hordichuk             | 559         | [Архівовано 30 липня 2017 у Wayback Machine.]                                                     |
| Перрі Ганчар                      | Perry Ganchar               | 49          | [Архівовано 16 грудня 2009 у Wayback Machine.]                                                    |
| Фран Гук                          | Fran Huck                   | 105         | [Архівовано 25 січня 2010 у Wayback Machine.]                                                     |
| Майк Глумак (лемко)               | Mike Glumac                 | 40          | [Архівовано 15 жовтня 2008 у Wayback Machine.]                                                    |
| Нік Гарбарук                      | Nick Harbaruk               | 378         | [Архівовано 19 грудня 2009 у Wayback Machine.]                                                    |
| Дейл Гаверчук                     | Dale Hawerchuk              | 1285        | [Архівовано 3 листопада 2009 у Wayback Machine.]                                                  |
| Дейв Гречкосій                    | Dave Hrechkosy              | 144         | [Архівовано 23 січня 2010 у Wayback Machine.]                                                     |
| Джим Гривнак                      | Jim Hrivnak                 | 85          | [Архівовано 13 січня 2010 у Wayback Machine.]                                                     |
| Фред Гуцул                        | Fred Hucul                  | 170         | [Архівовано 16 січня 2010 у Wayback Machine.]                                                     |
| Олександр Годинюк                 | Alexander Godynyuk          | 223         | [Архівовано 13 січня 2010 у Wayback Machine.]                                                     |
| Джонні Готтселіг                  | Johnny Gottselig            | 632         | [Архівовано 29 квітня 2014 у Wayback Machine.], [Архівовано 24 вересня 2015 у Wayback Machine.]   |
| Джим Грицюк                       | Jim Peter Hrycuik           | 21          | [Архівовано 1 серпня 2013 у Wayback Machine.]                                                     |
| Вік Гоффінгер                     | Vic Hoffinger               | 26          | [Архівовано 5 липня 2015 у Wayback Machine.]                                                      |
| Д                                 |                             |             |                                                                                                   |
| Кен Данейко                       | Kenneth Daneyko             | 1283        |                                                                                                   |
| Андре Доре                        | Andre Dore                  | 280         | [Архівовано 14 лютого 2010 у Wayback Machine.]                                                    |
| Гарі Доак                         | Gary Doak                   | 867         | [Архівовано 13 лютого 2010 у Wayback Machine.]                                                    |
| Брендон Дубинський                | Brandon Dubinsky            | 453         | [Архівовано 12 лютого 2010 у Wayback Machine.]                                                    |
| «Дукі» Дутковський                | L.S. «Duke» Dutkowski       | 212         | [Архівовано 15 лютого 2010 у Wayback Machine.]                                                    |
| Генрі Дик                         | Henry Dyck                  | 1           | [Архівовано 21 жовтня 2019 у Wayback Machine.]                                                    |
| Вік Дзюрко                        | Vic Dzurko                  | 0           | [Архівовано 3 лютого 2010 у Wayback Machine.]                                                     |
| Крістіан Дуб                      | Christian Dube              | 36          | [Архівовано 28 жовтня 2013 у Wayback Machine.]                                                    |
| Стів Дубінський ??                | Steve Dubinsky              | 385         | [Архівовано 12 лютого 2010 у Wayback Machine.]                                                    |
| Джеральд Дідюк                    | Gerald Diduck               | 1046        | [Архівовано 13 лютого 2010 у Wayback Machine.]                                                    |
| Е — Й                             |                             |             |                                                                                                   |
| Джефф Єрема                       | Jeff Heerema                | 32          | [Архівовано 25 грудня 2009 у Wayback Machine.]                                                    |
| Микола Жердєв                     | Nikolai Zherdev             | 436         | [Архівовано 13 лютого 2010 у Wayback Machine.]                                                    |
| Майк Жук                          | Mike Zuke                   | 481         | [Архівовано 28 листопада 2009 у Wayback Machine.]                                                 |
| Мілесь Захарко                    | Miles Zaharko               | 132         | [Архівовано 12 лютого 2010 у Wayback Machine.]                                                    |
| Іван «Грозний»-Ірвін              | Ivan Irwin                  | 160         | [Архівовано 17 січня 2010 у Wayback Machine.]                                                     |
| К                                 |                             |             |                                                                                                   |
| Майк Крушельницький               | Mike Krushelnyski           | 1036        | [Архівовано 5 березня 2016 у Wayback Machine.]                                                    |
| Ларі Каган                        | Larry Cahan                 | 694         | [Архівовано 24 листопада 2009 у Wayback Machine.]                                                 |
| Боб Кристал                       | Bob Chrystal                | 132         | [Архівовано 16 січня 2010 у Wayback Machine.]                                                     |
| Павло Кір                         | Paul Cyr                    | 494         | [Архівовано 31 січня 2010 у Wayback Machine.]                                                     |
| Алекс Калета                      | Alex Kaleta                 | 403         | [Архівовано 15 лютого 2010 у Wayback Machine.]                                                    |
| Дейв Карпа                        | Dave Karpa                  | 576         |                                                                                                   |
| Джуліус Климків                   | Julius Klymkiw              | 1           | [Архівовано 15 лютого 2010 у Wayback Machine.]                                                    |
| Джой Коцур                        | Joey Kocur                  | 939         | [Архівовано 31 липня 2013 у Wayback Machine.]                                                     |
| Майк Корній                       | Mike Korney                 | 77          | [Архівовано 28 жовтня 2013 у Wayback Machine.]                                                    |
| Стів Крафтчек                     | Steve Kraftcheck            | 163         | [Архівовано 15 лютого 2010 у Wayback Machine.]                                                    |
| Джое Кроль ????                   | Joe Krol                    | 25          | [Архівовано 15 лютого 2010 у Wayback Machine.]                                                    |
| Сту Кулак                         | Stu Kulak                   | 93          | [Архівовано 23 січня 2010 у Wayback Machine.]                                                     |
| Джо Клюка                         | Joe Klukay                  | 637         | [Архівовано 15 лютого 2010 у Wayback Machine.]                                                    |
| Русс Ковальчук                    | Russ Kowalchuk              | 0           | [Архівовано 4 лютого 2010 у Wayback Machine.]                                                     |
| Макс Камінський                   | Max Kaminsky                | 134         | [Архівовано 6 липня 2017 у Wayback Machine.]                                                      |
| Рік Козак                         | Rick Kozak                  | 0           | [Архівовано 13 лютого 2010 у Wayback Machine.]                                                    |
| Орест Кіндрачук                   | Orest Kindrachuk            | 584         | [Архівовано 10 листопада 2013 у Wayback Machine.]                                                 |
| Стів Коновальчук                  | Steve Konowalchuk           | 842         | [Архівовано 28 жовтня 2013 у Wayback Machine.]                                                    |
| Л                                 |                             |             |                                                                                                   |
| Джефф Ластівка                    | Jeff Lastiwka               | 0           | [Архівовано 30 листопада 2009 у Wayback Machine.]                                                 |
| Макс Лабович                      | Max Labovitch               | 5           | [Архівовано 15 лютого 2010 у Wayback Machine.]                                                    |
| Алекс Левинський                  | Alex Levinsky               | 402         | [Архівовано 8 січня 2010 у Wayback Machine.]                                                      |
| Денні Левицький                   | Danny Lewicki               | 489         | [Архівовано 1 січня 2010 у Wayback Machine.]                                                      |
| Ігор Ліба (пряшівщина)            | Igor Liba                   | 39          | [Архівовано 13 лютого 2010 у Wayback Machine.]                                                    |
| Том Лисак                         | Tom Lysiak                  | 995         | [Архівовано 12 лютого 2010 у Wayback Machine.]                                                    |
| Вік Линн                          | Vic Lynn                    | 374         | [Архівовано 27 листопада 2009 у Wayback Machine.]                                                 |
| Майкл Деніс Лют                   | Michael Dennis Liut         | 731         | [Архівовано 23 січня 2010 у Wayback Machine.]                                                     |
| Джек Лесвик                       | Jack Leswick                | 37          | [Архівовано 10 вересня 2015 у Wayback Machine.], [Архівовано 1 травня 2017 у Wayback Machine.]    |
| Піт Лесвик                        | Pete Leswick                | 3           | [Архівовано 12 жовтня 2012 у Wayback Machine.], [Архівовано 1 травня 2017 у Wayback Machine.]     |
| Тоні Лесвик                       | Tony Leswick                | 799         | [Архівовано 29 вересня 2012 у Wayback Machine.], [Архівовано 1 травня 2017 у Wayback Machine.]    |
| Берні Лукович                     | Bernie Lukowich             | 81          | [Архівовано 23 січня 2010 у Wayback Machine.], [Архівовано 19 квітня 2017 у Wayback Machine.]     |
| Морріс Лукович                    | Morris Eugene Lukowich      | 593         | [Архівовано 8 вересня 2015 у Wayback Machine.], [Архівовано 19 квітня 2017 у Wayback Machine.]    |
| М                                 |                             |             |                                                                                                   |
| Денніс Марук                      | Dennis Maruk                | 888         | [Архівовано 5 вересня 2015 у Wayback Machine.]                                                    |
| Браян Марчинко                    | Brian Marchinko             | 47          | [Архівовано 23 жовтня 2017 у Wayback Machine.]                                                    |
| Ларрі Мельник                     | Larry Melnyk                | 498         | [Архівовано 28 січня 2010 у Wayback Machine.]                                                     |
| Майк Манелюк                      | Mike Maneluk                | 85          | [Архівовано 2 листопада 2009 у Wayback Machine.]                                                  |
| Дейв Макінишин                    | Dave Marcinyshyn            | 16          | [Архівовано 15 лютого 2010 у Wayback Machine.]                                                    |
| Нік Микольський                   | Nick Mickoski               | 723         | [Архівовано 17 січня 2010 у Wayback Machine.]                                                     |
| Джим Микол                        | Jim Mikol                   | 34          | [Архівовано 20 жовтня 2009 у Wayback Machine.]                                                    |
| Волтер Мельник                    | Walter Melnyk               | 0           | [Архівовано 3 січня 2009 у Wayback Machine.]                                                      |
| Рей Мартинюк                      | Ray Martyniuk               | 0           | [Архівовано 13 лютого 2010 у Wayback Machine.]                                                    |
| Вейн Макі ???                     | Wayne Maki                  | 248         | [Архівовано 2 листопада 2009 у Wayback Machine.]                                                  |
| Джеррі Мельник                    | Gerry Melnyk                | 322         | [Архівовано 2 листопада 2009 у Wayback Machine.]                                                  |
| Мерлін Маліновський               | Merlin Malinowski           | 282         | [Архівовано 5 вересня 2009 у Wayback Machine.]                                                    |
| Ґлен Меркоський????               | Glenn Merkosky              | 66          | [Архівовано 2 листопада 2009 у Wayback Machine.]                                                  |
| Дана Мурзин                       | Dana Murzyn                 | 920         | [Архівовано 26 листопада 2009 у Wayback Machine.]                                                 |
| Бред Мегалко                      | Brad Mehalko                | 0           | [Архівовано 17 грудня 2009 у Wayback Machine.]                                                    |
| Білл Мосієнко                     | Bill Mosienko               | 732         | [Архівовано 29 жовтня 2013 у Wayback Machine.], [Архівовано 19 квітня 2017 у Wayback Machine.]    |
| Н — О                             |                             |             |                                                                                                   |
| Ерік Нестеренко                   | Eric Nesterenko             | 1343        | [Архівовано 15 травня 2013 у Wayback Machine.], [Архівовано 19 квітня 2017 у Wayback Machine.]    |
| Джон Огородник                    | John Ogrodnick              | 969         | [Архівовано 23 серпня 2013 у Wayback Machine.]                                                    |
| Ед Ольчик (лемко-поляк)           | Ed Olczyk                   | 1088        | [Архівовано 13 лютого 2010 у Wayback Machine.]                                                    |
| Дені Олесевич                     | Danny Olesevich             | 1           | [Архівовано 15 лютого 2010 у Wayback Machine.]                                                    |
| П                                 |                             |             |                                                                                                   |
| Грег Паславський ???              | Greg Paslawski              | 710         | [Архівовано 26 листопада 2009 у Wayback Machine.]                                                 |
| Перрі Пеленський                  | Perry Pelensky              | 4           | [Архівовано 2 січня 2010 у Wayback Machine.]                                                      |
| Марк Павелич ???                  | Mark Pavelich               | 378         | [Архівовано 20 листопада 2009 у Wayback Machine.]                                                 |
| Волт Поддубний                    | Walt Poddubny               | 487         | [Архівовано 14 лютого 2010 у Wayback Machine.]                                                    |
| Петро Попович ?                   | Peter Popovic               | 520         | [Архівовано 17 січня 2010 у Wayback Machine.]                                                     |
| Ед «Віті» Прокоп                  | Ed «Whitey» Prokop          | 0           | [Архівовано 4 березня 2010 у Wayback Machine.]                                                    |
| Волт Павлишин                     | Walt Pawlyshyn              | 0           | [Архівовано 21 грудня 2010 у Wayback Machine.]                                                    |
| Пауль Попель ?                    | Poul Popiel                 | 228         | [Архівовано 19 жовтня 2008 у Wayback Machine.]                                                    |
| Гарі Підгірний                    | Harry Pidhirny              | 2           | [Архівовано 2 січня 2010 у Wayback Machine.]                                                      |
| Григорій Стефан «Муд» Паславський | Gregory Paslawski           | 710         | [Архівовано 26 листопада 2009 у Wayback Machine.]                                                 |
| Марк Потвін                       | Marc Potvin                 | 134         | [Архівовано 5 жовтня 2013 у Wayback Machine.]                                                     |
| Деніс Потвін                      | Denis Potvin                | 1245        | [Архівовано 12 листопада 2013 у Wayback Machine.]                                                 |
| Андрій Проскурницький             | Andrew Proskurnicki         | 0           | [Архівовано 12 листопада 2009 у Wayback Machine.]                                                 |
| Р                                 |                             |             |                                                                                                   |
| Майк Русин                        | Mike Rusin                  | 0           | [Архівовано 16 вересня 2009 у Wayback Machine.]                                                   |
| Стів Руччін                       | Steve Rucchin               | 772         | [Архівовано 12 лютого 2010 у Wayback Machine.]                                                    |
| Коді Рудьковський                 | Cody Rudkowsky              | 1           | [Архівовано 13 листопада 2009 у Wayback Machine.]                                                 |
| Рорі Равлик                       | Rory Rawlyk                 | 0           | [Архівовано 3 квітня 2010 у Wayback Machine.]                                                     |
| С                                 |                             |             |                                                                                                   |
| Террі Савчук                      | Terrance Gordon Sawchuk     | 1077        | [Архівовано 12 листопада 2009 у Wayback Machine.]                                                 |
| Воррен Скороденський              | Warren Skorodenski          | 37          | [Архівовано 28 вересня 2012 у Wayback Machine.]                                                   |
| Ларі Сахарук (Сачарук)            | Larry Sacharuk              | 153         | [Архівовано 23 січня 2010 у Wayback Machine.]                                                     |
| Ед Словінські (лемко-поляк)       | Ed Slowinski                | 307         | [Архівовано 17 січня 2010 у Wayback Machine.]                                                     |
| Веллі Становський ????            | Wally Stanowski             | 488         | [Архівовано 8 січня 2010 у Wayback Machine.], [Архівовано 4 березня 2016 у Wayback Machine.]      |
| Боб Сабурін ???                   | Bob Sabourin                | 1           | [Архівовано 19 січня 2010 у Wayback Machine.]                                                     |
| Ед Станьовський ???               | Ed Staniowski               | 227         | [Архівовано 6 жовтня 2012 у Wayback Machine.]                                                     |
| Мирон Станкевич                   | Myron Stankiewicz           | 36          | [Архівовано 14 лютого 2010 у Wayback Machine.]                                                    |
| Лі Стемпняк                       | Lee Stempniak               | 575         | [Архівовано 13 лютого 2010 у Wayback Machine.]                                                    |
| Дейв Семенко                      | Dave Semenko                | 648         | [Архівовано 12 лютого 2010 у Wayback Machine.]                                                    |
| Лі Сорочан                        | Lee Sorochan                | 3           | [Архівовано 14 лютого 2010 у Wayback Machine.]                                                    |
| Метт Стефанишин                   | Matt Stefanishion           | 0           | [Архівовано 28 січня 2010 у Wayback Machine.]                                                     |
| Вік Стасюк                        | Vic Stasiuk                 | 814         | [Архівовано 14 листопада 2013 у Wayback Machine.], [Архівовано 19 квітня 2017 у Wayback Machine.] |
| Т                                 |                             |             |                                                                                                   |
| Дейв Татарин                      | Dave Tataryn                | 2           | [Архівовано 3 листопада 2009 у Wayback Machine.]                                                  |
| Кейт Ткачук                       | Keith Tkachuk               | 1290        | [Архівовано 12 лютого 2010 у Wayback Machine.]                                                    |
| Волт Ткачук                       | Walt Tkaczuk                | 1038        | [Архівовано 24 грудня 2008 у Wayback Machine.]                                                    |
| Даррен Туркот ???                 | Darren Turcotte             | 670         | [Архівовано 2 листопада 2009 у Wayback Machine.]                                                  |
| Майк Томляк                       | Mike Tomlak                 | 151         | [Архівовано 2 листопада 2009 у Wayback Machine.]                                                  |
| Джордін Туту                      | Jordin Tootoo               | 568         | [Архівовано 5 квітня 2013 у Wayback Machine.], [Архівовано 7 березня 2016 у Wayback Machine.]     |
| У — Ю                             |                             |             |                                                                                                   |
| Біл «Звір» Узда                   | Bill Juzda                  | 440         | [Архівовано 9 грудня 2009 у Wayback Machine.]                                                     |
| Берні Федерко                     | Bernie Federko              | 1091        | [Архівовано 8 грудня 2009 у Wayback Machine.]                                                     |
| Брент Федик                       | Brent Fedyk                 | 486         | [Архівовано 29 жовтня 2013 у Wayback Machine.]                                                    |
| Даґ Худа                          | Doug Houda                  | 579         | [Архівовано 28 червня 2013 у Wayback Machine.]                                                    |
| Вейн Чернецьки                    | Wayne Chernecki             | 0           | [Архівовано 13 лютого 2010 у Wayback Machine.]                                                    |
| Ігор Чибирєв                      | Igor Chibirev               | 45          | [Архівовано 11 лютого 2010 у Wayback Machine.]                                                    |
| Алекс Шибіцький                   | Alex Shibicky               | 362         | [Архівовано 17 січня 2010 у Wayback Machine.]                                                     |
| Пауль Шмір (лемко)                | Paul Shmyr                  | 376         | [Архівовано 15 лютого 2010 у Wayback Machine.]                                                    |
| Гері Шучук                        | Gary Shuchuk                | 162         | [Архівовано 20 квітня 2013 у Wayback Machine.]                                                    |
| Я                                 |                             |             |                                                                                                   |
| Боб Янечик                        | Bob Janecyk                 | 113         | [Архівовано 15 лютого 2010 у Wayback Machine.]                                                    |
| Дейл Яківчук                      | Dale Yakiwchuk              | 0           | [Архівовано 29 липня 2017 у Wayback Machine.]                                                     |
| Барт Якімець                      | Bart Yachimec               | 0           | [Архівовано 7 серпня 2010 у Wayback Machine.]                                                     |
| Кен Яремчук                       | Ken Yaremchuk               | 266         | [Архівовано 2 січня 2010 у Wayback Machine.]                                                      |
| Пет Яблонський                    | Pat Jablonski               | 132         | [Архівовано 22 січня 2010 у Wayback Machine.]                                                     |
| Джеремі Яблонський                | Jeremy Yablonski            | 1           | [Архівовано 22 листопада 2009 у Wayback Machine.]                                                 |
| Террі Які ????                    | Terry Yake                  | 435         | [Архівовано 5 листопада 2009 у Wayback Machine.]                                                  |

## Хокеїстки НВХЛ українського походження
| Хокеїстка        | Англійською мовою | Примітки |
| ---------------- | ----------------- | -------- |
| Боббі-Джо Слюсар | Bobbi-Jo Slusar   |          |
| Наталі Рівард    | Nathalie Rivard   |          |
| Трейси Палінська | Tracy Palinski    |          |
|                  | Jeanine Sobek     |          |
|                  | Marianne Grnak    |          |
| Еми Турек        | Amy Turek         |          |
| Черил Муранко    | Cheryl Muranko    |          |
| Сарі Кроок       | Sari Krook        |          |
| Інґрід Данилик   | Ingrid Danylyk    |          |
| Дженніфер Мулик  | Jennifer Mulick   |          |

## Драфт НХЛ
Список українських хокеїстів на драфті Національної хокейної ліги з 1992 року:
| Рік  | Номер | Гравець                                                               | Клуб НХЛ               |
| ---- | ----- | --------------------------------------------------------------------- | ---------------------- |
| 1988 | 120   | Дмитро Христич                                                        | «Вашингтон Кепіталс»   |
| 1989 | 229   | Андрій Сидоров                                                        | «Вашингтон Кепіталс»   |
| 1990 | 115   | Олександр Годинюк                                                     | «Торонто Мейпл-Ліфс»   |
| 1991 | 120   | Олександр Кузьминський                                                | «Торонто Мейпл-Ліфс»   |
| 1991 | 141   | Ігор Малихін                                                          | «Торонто Мейпл-Ліфс»   |
| 1992 | 132   | Олександр Алексєєв [Архівовано 10 жовтня 2015 у Wayback Machine.]     | «Вінніпег Джетс»       |
| 1992 | 230   | Юрій Гунько                                                           | «Сент-Луїс Блюз»       |
| 1992 | 254   | Іван Вологжанінов [Архівовано 25 червня 2016 у Wayback Machine.]      | «Вінніпег Джетс»       |
| 1993 | 54    | Богдан Савенко                                                        | «Чикаго Блекгокс»      |
| 1993 | 86    | Сергій Олімпієв [Архівовано 31 липня 2019 у Wayback Machine.]         | «Нью-Йорк Рейнджерс»   |
| 1993 | 103   | Андрій Бущан                                                          | «Сан-Хосе Шаркс»       |
| 1993 | 168   | Сергій Петренко                                                       | «Баффало Сейбрс»       |
| 1993 | 266   | Ігор Чибирєв                                                          | «Гартфорд Вейлерс»     |
| 1993 | 271   | Олександр Василевський [Архівовано 4 березня 2016 у Wayback Machine.] | «Сент-Луїс Блюз»       |
| 1993 | 280   | Сергій Ткаченко [Архівовано 1 липня 2015 у Wayback Machine.]          | «Ванкувер Канакс»      |
| 1994 | 2     | Олег Твердовський                                                     | «Анагайм Дакс»         |
| 1994 | 121   | Сергій Климентьєв                                                     | «Баффало Сейбрс»       |
| 1994 | 182   | Олексій Лазаренко                                                     | «Нью-Йорк Рейнджерс»   |
| 1995 | 108   | Костянтин Голохвастов [Архівовано 3 липня 2016 у Wayback Machine.]    | «Тампа-Бей Лайтнінг»   |
| 1995 | 185   | Ігор Карпенко                                                         | «Анагайм Дакс»         |
| 1995 | 193   | Анатолій Ковешников [Архівовано 28 жовтня 2015 у Wayback Machine.]    | «Даллас Старс»         |
| 1996 | 68    | Костянтин Калмиков                                                    | «Торонто Мейпл-Ліфс»   |
| 1996 | 77    | Борис Проценко                                                        | «Піттсбург Пінгвінс»   |
| 1996 | 140   | Дмитро Якушин                                                         | «Торонто Мейпл-Ліфс»   |
| 1997 | 122   | Геннадій Разін                                                        | «Монреаль Канадієнс»   |
| 1998 | 5     | Віталій Вишневський                                                   | «Анагайм Дакс»         |
| 1998 | 41    | Максим Лінник [Архівовано 30 червня 2015 у Wayback Machine.]          | «Сент-Луїс Блюз»       |
| 1998 | 79    | Євген Лазарєв [Архівовано 30 червня 2015 у Wayback Machine.]          | «Колорадо Аваланч»     |
| 1998 | 87    | Олексій Понікаровський                                                | «Торонто Мейпл-Ліфс»   |
| 1998 | 225   | Євген Пастух                                                          | «Сент-Луїс Блюз»       |
| 1999 | 12    | Денис Швидкий [Архівовано 29 вересня 2015 у Wayback Machine.]         | «Флорида Пантерс»      |
| 2000 | 17    | Олексій Міхнов                                                        | «Едмонтон Ойлерс»      |
| 2001 | 124   | Єгор Шастін                                                           | «Калгарі Флеймс»       |
| 2002 | 21    | Антон Бабчук                                                          | «Чикаго Блекгокс»      |
| 2002 | 62    | Андрій Міхнов                                                         | «Сент-Луїс Блюз»       |
| 2003 | 4     | Микола Жердєв                                                         | «Колумбус Блю-Джекетс» |
| 2005 | 70    | Віталій Анікеєнко [Архівовано 4 березня 2016 у Wayback Machine.]      | «Оттава Сенаторс»      |
| 2007 | 202   | Сергій Гайдученко                                                     | «Флорида Пантерс»      |
| 2011 | 166   | Даниїл Собченко [Архівовано 5 березня 2016 у Wayback Machine.]        | «Сан-Хосе Шаркс»       |
| 2021 | 190   | Артур Чолач                                                           | «Вегас Голден Найтс»   |